# James Moyer
James Moyer (* 1959) ist ein US-amerikanischer Perkussionist, Komponist und Musikpädagoge.
Moyer studierte nach dem Besuch der Shamokin Area High School Musikerziehung an der Susquehanna University und erwarb den Master- und Doktorgrad an der University of Oklahoma. Zu seinen Lehrern zählten die Perkussionisten Richard Gipson, John Bannon, Stan Leonard, Gordon Stout und Leigh Howard Stevens. Außerdem studierte er Dirigieren bei William Wakefield.
Als Mitglied des Perkussionsorchesters der University of Oklahoma nahm er 1985 an der Percussive Arts Society International Convention teil und wirkte als Solist an dessen Debüt-CD Laser Woodcutsmit. Er trat mit Musikern wie Diane Shuur, Dave Liebman, Steve Allen und den Canadian Brass auf und nimmt als Pauker der Allentown Band und des Allentown Symphony Orchestra jährlich an etwa fünfzig Konzerten teil.
1986 wurde Moyer Direktor für die Perkussionsausbildung und der Bands an der Millikin University in Illinois, wo er mehrere Ensembles, darunter die Millikin Marimba Band gründete. 1998 unterbrach er die Lehrtätigkeit und arbeitete für Apple Computer als Kontaktagent für Universitäten. 2002 wurde er Musikadministrator an der Marywood University. Seit 2004 ist er hauptamtlicher Banddirektor an der Lafayette University. Moyer komponierte eine Reihe von Musikadaptionen für Marimba und verfasste ein Marimba-Lehrbuch (Four-mallet method for marimba).